# Kovářovic mez
Kovářovic mez je malý jámový lom v pražském Prokopském údolí na druhé zastávce naučné stezky: Prokopské údolí – Butovickým hradištěm.

## Popis

### Historie
V tomto starém lůmku byly již v 19. století odkryty vápence svrchních poloh kopaninského souvrství. Tyto horniny se usadily na dně prvohorního silurského moře a obsahují velké množství zkamenělých mořských bezobratlých živočichů (velice časté kuželovité schránky hlavonožců; nejrůznější druhy mlžů, plžů a trilobitů – např. Cheirurus insignis, Cromus beaumonti, atd.). Lokalita bývalého jámového lůmku představuje kdysi bohaté, klasické naleziště, kde Joachim Barrande (a jeho pomocníci) v 19. století nalezl a popsal několik desítek druhů zkamenělin (některé se vyskytují jenom zde).

### Současnost
V současné době je Kovářovic mez jen nenápadná drobná prohlubeň, (částečně zarostlá křovím) vlastně jen jakási mělká dlouhá jáma se dnem pokrytým kamínky nacházející se při žlutě značené turistické cestě. Přesto se stále jedná o chráněné naleziště a případný amatérský sběr zkamenělin je povolen pouze formou povrchového sběru v kamenné suti. V lokalitě rostou některé druhy suchomilných a teplomilných rostlin (například bodláku podobný ostropes trubil, latinsky onopordum acanthium).

## Galerie

Kovářovic mez – ilustrační fotografie
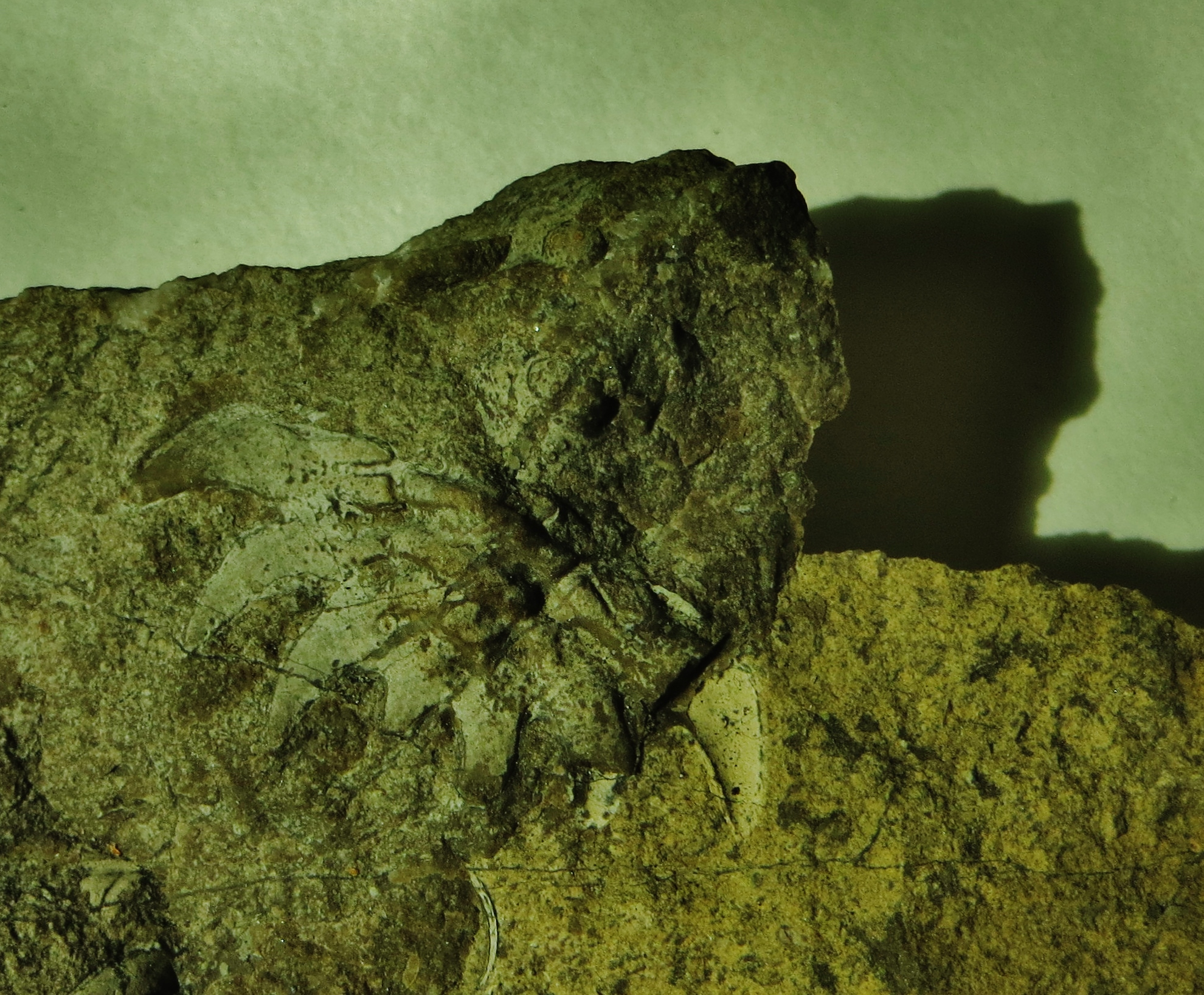
Trilobit: Cheirurus insignis (Beyrich, 1845)
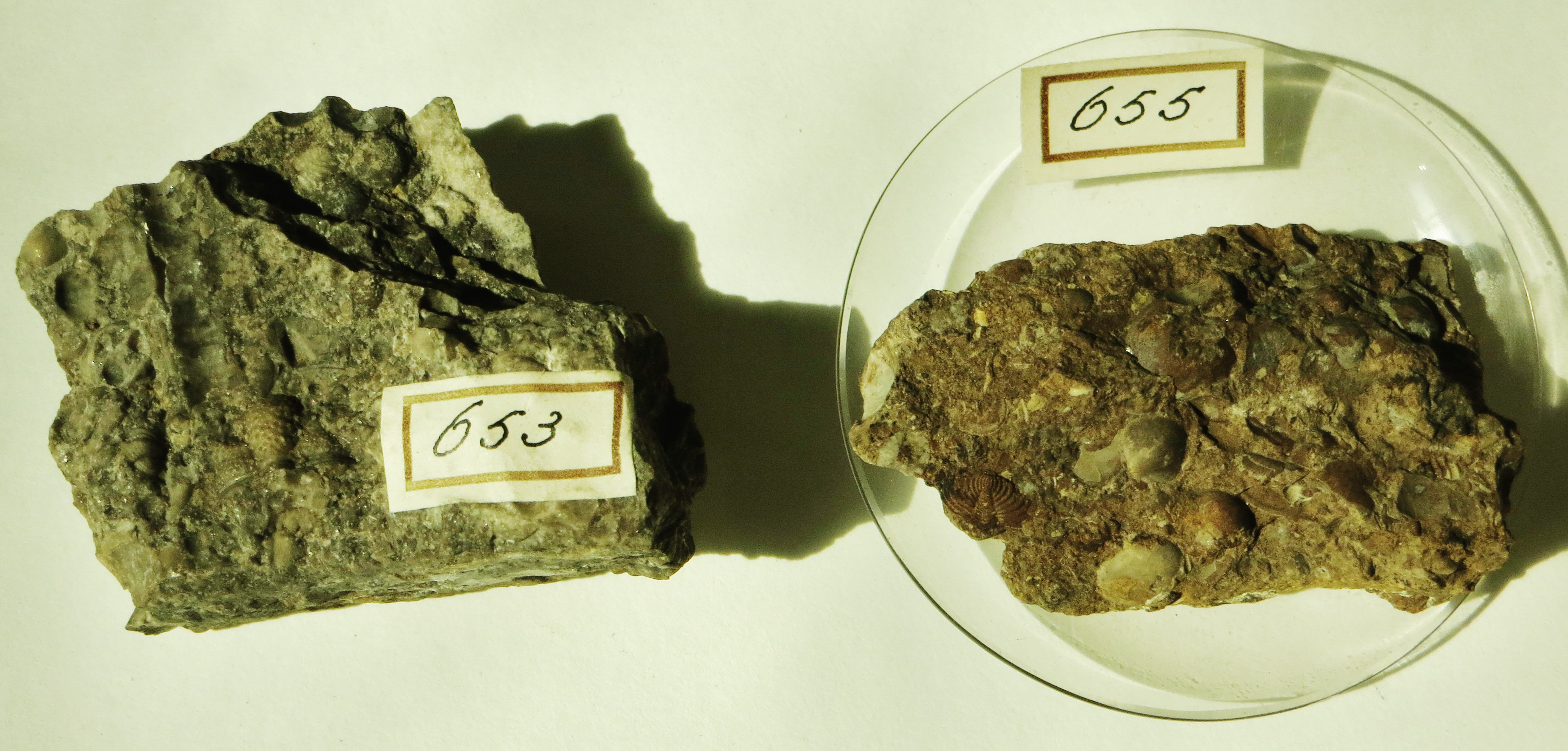
Trilobit: Cromus beaumonti (Barrande, 1846)
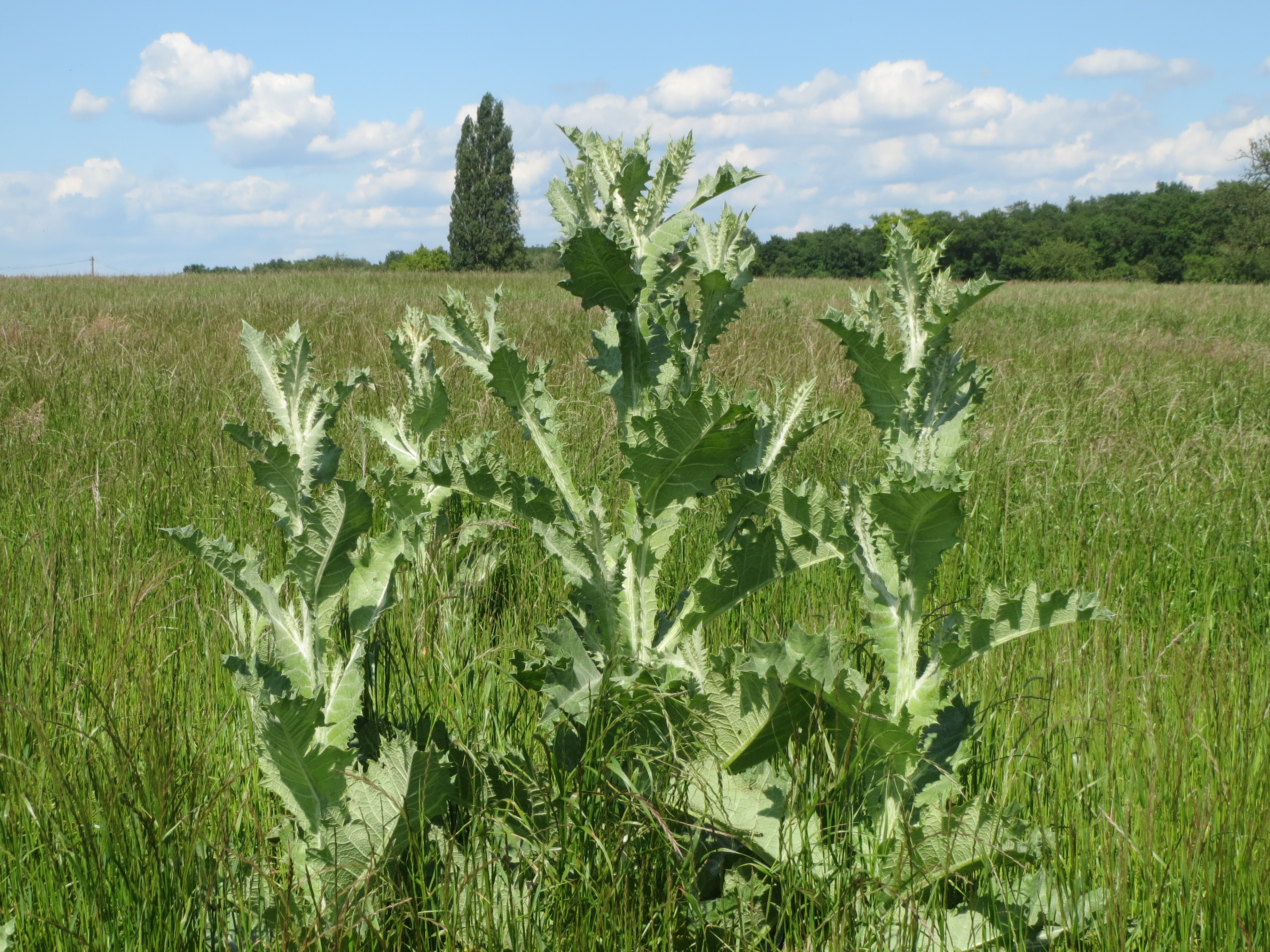
Bodláku podobný ostropes trubil (onopordum acanthium)

Amatérské nálezy neidentifikovaných zkamenělin v lokalitě Kovářovic mez
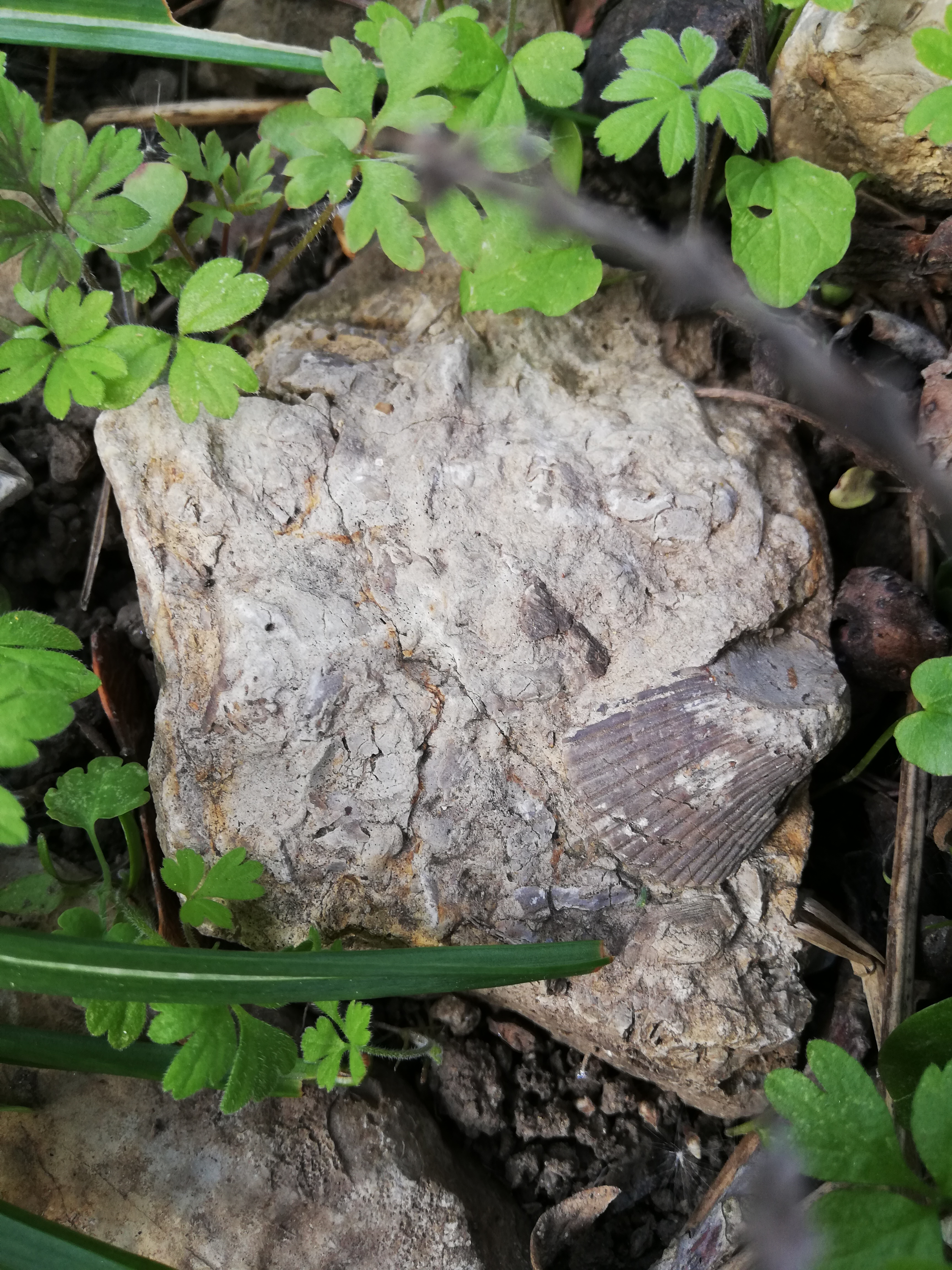
Sběr v kamenné suti (1991)
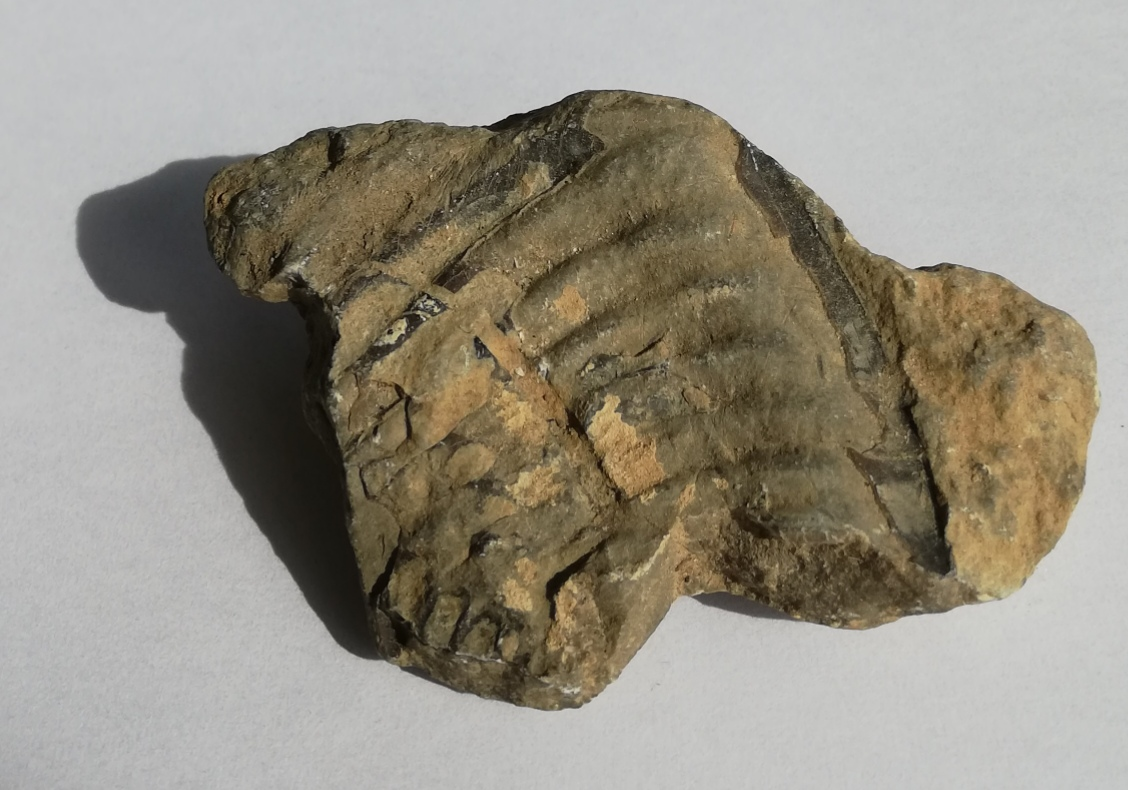
Sběr v kamenné suti (1991)
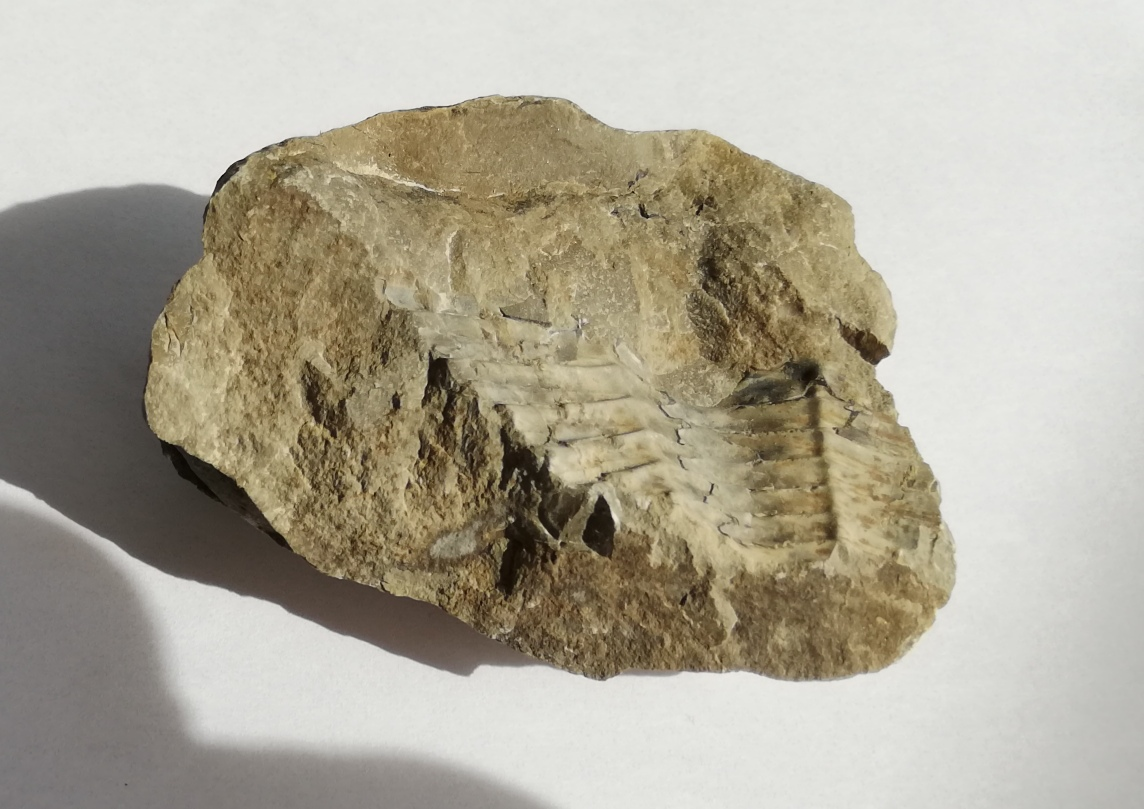
Sběr v kamenné suti (1991)